# Mesurador de figura de soroll
Els  mesuradors de figura de soroll  són uns equips electrònics dissenyats per mesurar la figura de soroll d'un dispositiu sota prova. Necessiten un generador de soroll per muntar el circuit de prova.
Basen el càlcul de la figura de soroll en el factor I, que és el quocient del resultat de la potència a la sortida del dispositiu prova amb el generador de soroll a la seva entrada o sense.